# Sychnovalva
Sychnovalva là một chi bướm đêm thuộc phân họ Tortricinae của họ Tortricidae.

## Các loài
- Sychnovalva chreostes Razowski & Becker, 2000
- Sychnovalva crocea Razowski & Becker, 2000
- Sychnovalva syrrhapta Razowski, 1997